# Пауль фон Гінденбург
Па́уль фон Гінденбург (нім. Paul Ludwig Hans Anton von Beneckendorff und von Hindenburg; 2 жовтня 1847, Познань, Королівство Пруссія, Німецький союз — 2 серпня 1934, Нойдек, поблизу Розенберга, Західна Пруссія, Третій Райх) — німецький військовий, державний та політичний діяч, генерал-фельдмаршал Імперської армії Німеччини, учасник Першої світової війни, під час якої поетапно обіймав посади командира 8-ї армії, усіх військ Східного фронту та начальника Генерального штабу, фактично — диктатор країни протягом 1916–1918 років. По завершенню конфлікту став політиком та 1925 року був обраний рейхспрезидентом Німеччини, залишаючись ним до самої своєї смерті в 1934 році.

## Життєпис

### Дитинство
Народився у дворянській сім'ї прусського поміщика. Батько Пауля був офіцером прусського війська.

### Військова служба
У війську служив з 1866 року. Учасник австро-прусської (1866) та франко-прусської (1870—1871) воєн. Закінчив Військову академію (1876). Із 1877 року служив у німецькому Генеральному штабі.
У 1893—1896 роках — командир 91-го піхотного полку. У 1896—1900 роках — начальник штабу 8-го армійського корпусу. У 1900—1903 роках — командир 28-ї піхотної дивізії, у 1903—1911 роках — командир 4-го армійського корпусу.
У 1911 році вийшов у відставку, проживав у своєму помісті.

### Перша світова війна

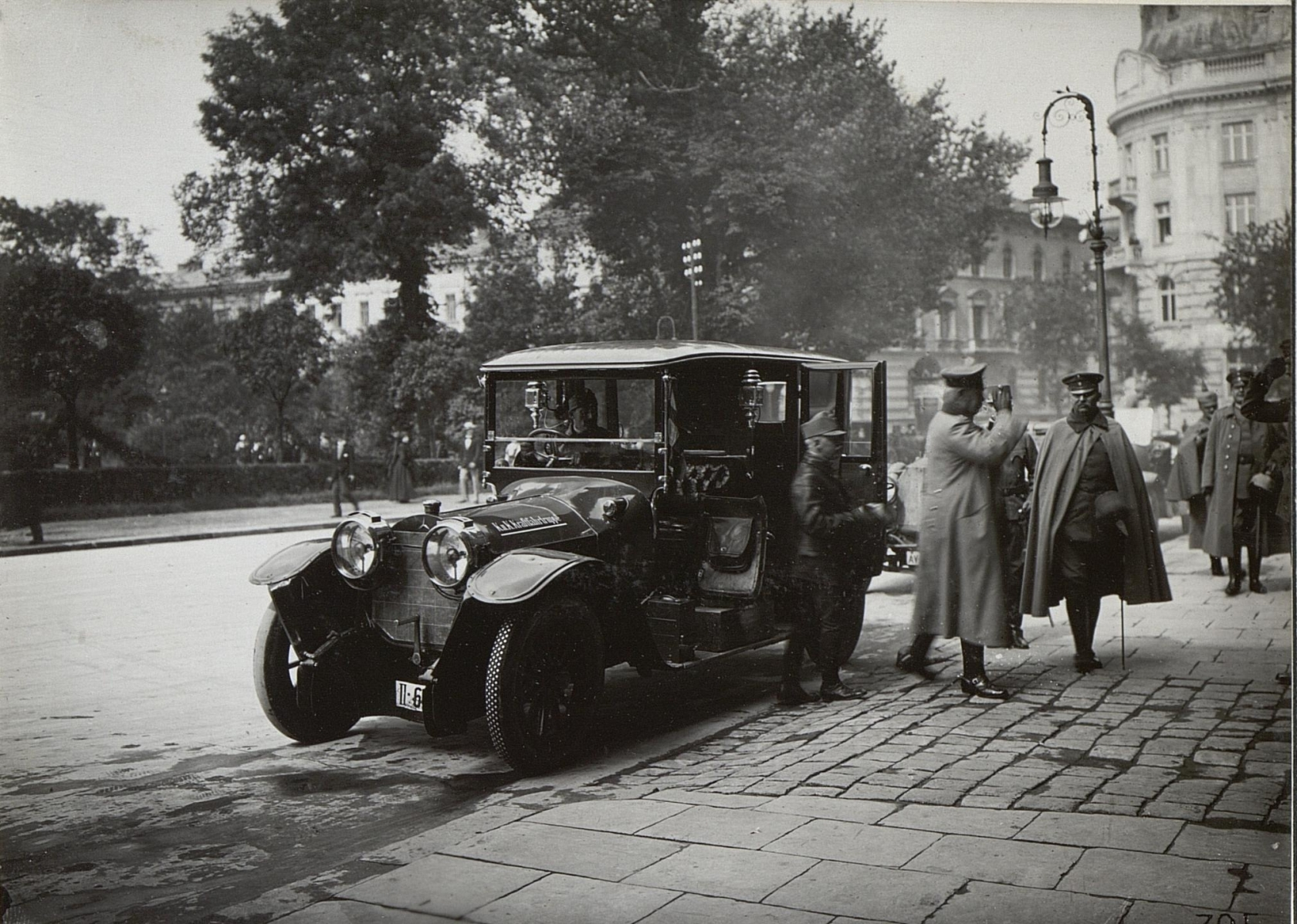
Гінденбург у Львові перед будівлею Крайового сейму. Серпень, 1916 р.

З початком Першої світової війни німецькі війська у Східній Пруссії зазнали поразки від росіян. Тому кайзер Вільгельм ІІ відкликав Гінденбурга з відставки і 22 серпня 1914 року призначив командувачем 8-ї німецької армії замість генерала Прітвіца. Начальником штабу в Гінденбурга був призначений генерал Людендорф. Разом вони спланували і провели битву під Танненбергом, де розбили 2-гу російську армію.
18 вересня 1914 року Гінденбург очолив 9-ту армію в Польщі.
Із 1 жовтня 1914 року — головнокомандувач на Сході. Керував наступом австро-німецьких військ у 1915 році, захопив Польщу, Литву, Латвію, Волинь, захід Білорусі.
Із 29 серпня 1916 року — начальник Генерального штабу, керував всіма бойовими діями німецької армії і на Заході, і на Сході. Виступив організатором необмеженої підводної війни.
Восени 1918 року, передбачаючи поразку німецьких військ, запропонував почати переговори з Антантою. Після закінчення бойових дій продовжував виконувати обов'язки начальника Генштабу.
3 липня 1919 року вийшов у відставку.

### Час у відставці
За бойові заслуги у Першій світовій війні отримав звання фельдмаршала та низку нагород. У післявоєнній Німеччині мав статус національного героя.
З 1925 року і до кінця життя — президент (райхспрезидент) Німеччини, спершу Веймарської республіки (переобраний на другий термін у 1932 році), потім із 1933 року — Третього Рейху.
Під час його президентства Німеччині вдалося вступити в Лігу Націй, домогтися дострокового виведення окупаційних військ із Рейланду і розпочати переговори про долю Саару. Завдяки впливу Гінденбурга «план Дауеса» замінили «планом Юнга», який істотно знижував обсяг репарацій країнам Антанти. Політика рейхспрезидента сприяла відродженню економічного потенціалу й відновленню військової могутності Німеччини. Але ця політика не знаходила розуміння у тих, хто привів його до влади: військових, консерваторів, націоналістів і монархістів. Особливо різко його критикували націонал-соціалісти. Світова економічна криза 1929—1932 років, що боляче вдарила по Німеччині, не лише викликала гіперінфляцію та безробіття, а й підняла популярність НСДАП.
19 листопада 1932 р. бізнесмени й банкіри, що представляли понад 160 найбільших компаній і банків, надіслали Гінденбургу лист, у якому вимагали ліквідувати парламентський режим і встановити нацистську диктатуру[джерело?]. До того ж назрівав великий скандал: Гінденбург був опосередковано замішаний у пов'язаній із земельною власністю корупційній схемі, в якій брав участь його син. Гітлер у ході переговорів з президентом узимку 1932/1933 років заявив, що якщо не отримає посаду канцлера, фракція нацистів у рейхстазі вимагатиме кримінального розслідування цієї справи. Це багато в чому змусило Гінденбурга погодитися з призначенням Адольфа Гітлера рейхсканцлером в січні 1933 року.  
28 лютого 1933 року після пожежі в Рейхстагу, в організації якого звинуватили комуністів, підписав закон «Про захист народу і держави», який надав Гітлеру диктаторські повноваження. Користуючись ними, Гітлер обмежив громадянські свободи і заборонив діяльність Комуністичної партії Німеччини. У наступні місяці її долю розділили всі партії, крім НСДАП. Штурмові загони СА і СС отримали статус допоміжної поліції.
21 березня 1933 року дав Гітлеру символічне рукостискання у Гарнізонній церкві у Потсдамі, що означало спадкоємність нацизму традиціям старої прусської армії.
Проте у квітні 1933 року заперечував проти нацистського проєкту закону про державну службу і наполіг, щоб із служби не звільнялися євреї-ветерани Першої світової війни і євреї, що були на цивільній службі під час війни. Улітку 1934 року після «ночі довгих ножів» відправив Гітлеру вдячну телеграму.
Гінденбург залишався на посаді до своєї смерті у віці 86 років, помер він від раку легенів у своєму будинку в Нойдеку, Східна Пруссія, 2 серпня 1934 року. Напередодні Гітлер отримав повідомлення про те, що Гінденбург знаходиться на смертному одрі. Потім він змусив кабінет міністрів прийняти "Закон про вищу державну посаду рейху", який передбачав, що після смерті Гінденбурга посада президента буде скасована, а його повноваження об'єднані з повноваженнями канцлера під титулом фюрера і рейхсканцлера.
Після смерті Гінденбурга Гітлер скасував пост рейхспрезидента і прийняв, за плебісцитом, повноваження голови держави сам, титулуючись «Фюрер і рейхсканцлер».

## Нагороди
- Орден Червоного орла
  - 4-го класу з мечами (19 червня 1866)
  - 3-го класу з бантом і мечами на кільці (19 січня 1896)
  - 2-го класу з дубовим листям і мечами на кільці (10 вересня 1897)
  - великий хрест з дубовим листям, мечами і мечами на кільці
- Пам'ятний хрест за 1866
- Залізний хрест 2-го класу (12 вересня 1870)
- Пам'ятна військова медаль за кампанію 1870-71
- Застібка «25» до Залізного хреста 2-го класу (1895)
- Орден дому Ліппе, почесний хрест
  - 2-го класу (березень 1896)
  - 1-го класу
- Орден Корони (Пруссія) 2-го класу (17 січня 1897)
- Столітня медаль (березень 1897)
- Орден Святих Маврикія та Лазаря (Королівство Італія)
  - великий офіцерський хрест (жовтень 1897)
  - великий хрест
- Хрест «За вислугу років» (Пруссія)
- Орден Церінгенського лева
  - командорський хрест 1-го класу
  - великий хрест
- Орден Заслуг герцога Петра-Фрідріха-Людвіга
  - великий хрест (1900)
  - почесний великий хрест із золотою зіркою, мечами і лавровим листям (29 жовтня 1918)
- Медаль «За кампанію в Південно-Західній Африці» в сталі (1907)
- Орден Чорного орла з ланцюгом
  - орден (№ 1 254; 13 березня 1911)
  - ланцюг (17 січня 1912)
- Орден військових заслуг (Іспанія) 4-го класу
- Орден Святого Йоанна (Бранденбург), почесний командор
- Застібка «1914» до Залізного хреста 2-го класу
- Залізний хрест 1-го класу (серпень 1914)
- Pour le Mérite з дубовим листям
  - орден (2 вересня 1914)
  - дубове листя (23 лютого 1915)
- Військовий орден Максиміліана Йозефа, великий хрест (30 листопада 1914)
- Орден дому Саксен-Ернестіне, великий хрест з мечами і ланцюгом (14 грудня 1914)
- Військовий орден Святого Генріха
  - командорський хрест 1-го класу (21 грудня 1914)
  - великий хрест (27 грудня 1916)
- Королівський угорський орден Святого Стефана, великий хрест (Австро-Угорщина; 1914)
- Орден Фрідріха (Вюртемберг), великий хрест (21 січня 1915)
- Орден Військових заслуг Карла Фрідріха (5 вересня 1915)
- Хрест «За вірну службу» (Шаумбург-Ліппе) (17 лютого 1916)
- Орден «За заслуги» (Вальдек) 1-го класу з мечами (9 травня 1916)
- Військовий хрест Карла-Едуарда (30 вересня 1916)
- Військовий почесний хрест за героїчний вчинок (11 жовтня 1916)
- Князівський орден дому Гогенцоллернів, почесний хрест 1-го класу з мечами (8 листопада 1916)
- Великий хрест Залізного хреста (9 грудня 1916)
- Хрест «За військові заслуги» (Австро-Угорщина) 1-го класу з військовою відзнакою і діамантами
  - хрест (22 січня 1917)
  - діаманти (5 листопада 1917)
- Золота медаль «За військові заслуги» (Австро-Угорщина) (5 серпня 1917)
- Королівський орден дому Гогенцоллернів, великий командорський хрест із зіркою і мечами (14 серпня 1917)
- Зірка Великого хреста Залізного хреста (24 березня 1918)
- Військовий орден Марії Терезії, великий хрест (Австро-Угорщина; 26 березня 1918)
- Орден Рутової корони (7 травня 1918)
- Орден Хреста Свободи, великий хрест з мечами (Фінляндія; 31 липня 1918)
- Ганзейський Хрест (Гамбург, Бремен і Любек)
- Хрест «За заслуги у війні» (Мекленбург-Стреліц) 2-го і 1-го ступеня
- Орден Святого Йосипа, великий хрест (Велике герцогство Тосканське)
- Орден Слави (Туніс), великий хрест
- Орден «Святий Олександр», великий хрест з мечами і ланцюгом (Третє Болгарське царство)
- Орден Альберта Ведмедя, великий хрест з короною
- Орден «За заслуги» (Баварія), великий хрест
- Орден Альберта (Саксонія), великий хрест
- Орден Білого Сокола, великий хрест
- Орден «Османіє» 1-го класу з діамантами (Османська імперія)
- Орден Слави (Османська імперія) 1-го класу з мечами і діамантами
- Орден Меджида 1-го класу з мечами і діамантами (Османська імперія)
- Золота медаль «Імтияз» (Османська імперія)
- Галліполійська зірка (Османська імперія)
- Орден Цариці Тамари (Грузинська Демократична Республіка; № 1, 1922)
- Орден Золотого руна (Іспанія; 1931)[1]
- Почесний громадянин 3 824 німецьких міст і громад
- Почесний доктор численних університетів

## Вшанування пам'яті
- На честь Гінденбурга названі численні вулиці, площі, мости, офіційні установи, дирижабль і гребля.
- У 1928—1936 роках Німецька імперська пошта випускала численні марки і листівки з портером Гінденбурга. У вересні 1934 року була випущена серія з шести марок з чорною траурною рамкою.